# Lijst van vlaggen van de Verenigde Staten
Dit is een lijst van vlaggen van de Verenigde Staten.

## Nationale vlag
| Vlag | Periode      | Functie                      | Beschrijving                                       |
| ---- | ------------ | ---------------------------- | -------------------------------------------------- |
|      | 1960 - heden | Vlag van de Verenigde Staten | Zie het hoofdartikel: Vlag van de Verenigde Staten |

## Vlaggen van bestuurders
| Vlag | Periode | Functie                                | Beschrijving |
| ---- | ------- | -------------------------------------- | ------------ |
|      |         | Vlag van de President                  |              |
|      |         | Vlag van de Vice President             |              |
|      |         | Vlag van de Minister van het Leger     |              |
|      |         | Vlag van de Minister van de Marine     |              |
|      |         | Vlag van de Minister van de luchtmacht |              |
|      |         | Vlag van de gouverneur van Hawaï       |              |

## Militaire vlaggen
| Vlag | Periode             | Functie                                               | Beschrijving |
| ---- | ------------------- | ----------------------------------------------------- | --- |
|      | 1775, 2002 –… heden | Geus                                                  | Eerste geus, nu in gebruik vanwege de strijd tegen terrorisme |
|      | - 2002              | Geus                                                  | Vorige geus |
|      |                     | Vlag van de United States Army                        | |
|      |                     | Vlag van de Marine                                    | |
|      |                     | Vlag van de Luchtmacht                                | |
|      |                     | Chief of Staff of the United States Army              | |
|      |                     | Department of the Army, Senior Executive Service flag | |
|      |                     | Vlag van het 1st US Corps                             | |
|      |                     | Vlag van de 1st Infantry Division                     | |
|      |                     | Separate Brigade Flag                                 | |
|      |                     | Vlag van een sergeant-majoor in de United States Army | |
|      |                     | Vlag van het US Army Infanterie-centrum               | |
|      |                     | Vlag van de US Army Infanterie-opleiding              | |
|      |                     | USCG-Commandantsvlag                                  | Commandantsvlag van de Amerikaanse kustwacht |
|      | 2004 - heden        | Medal of Honor Flag                                   | De lichtblauwe kleur en de witte sterren zijn afkomstig van het lintje behorend bij de Medal of Honor ("Medaille van Eer"). De vlag herinnert aan de opofferingen voor de vrijheid en benadrukt dat de medaille de hoogste onderscheiding voor een individu in het Amerikaanse leger is. |

## Vlaggen van etnische minderheden
| Vlag | Periode | Functie                          | Beschrijving                                                        |
| ---- | ------- | -------------------------------- | ------------------------------------------------------------------- |
|      |         | Vlag van de Cherokee             |                                                                     |
|      |         | Vlag van de Sac en Fox           | Twee in grootte gelijke horizontale banden in groen (boven) en rood |
|      |         | Vlag van de Seminole in Florida  |                                                                     |
|      |         | Vlag van de Seminole in Oklahoma |                                                                     |